# Горбаренко Петро Спиридонович
Горбаре́нко Петро́ Спиридо́нович (*1 травня 1935, с. Кам'янече, Підвисоцького району, Київської області — †4 листопада 1987, м. Вінниця) — український журналіст, публіцист, літератор, краєзнавець. Заслужений журналіст України (1987).
Член НСЖУ з 1961 року. Делегат V з'їзду Спілки журналістів України (1982).
Журналістський псевдонім — Петро Герасименко.

## Життєпис
Трудове життя розпочав 1954 року гірничим робітником очисного вибою у вугільній шахті на Донбасі, паралельно навчаючись у Криворізькому гірничорудному інституті.
У журналістиці дебютував наприкінці 1955 як літпрацівник шахтарської багатотиражки. Після переїзду в 1956 році до Західної України очолив відділ сільського господарства районної газети «Ленінське слово» (смт. Обертин Станіславської області). Згодом обіймав посади відповідального секретаря, заступника редактора, редактора низки газет у Кіровоградській та Вінницькій областях.
1964 року поступив на гуманітарне відділення (спеціальність: українська мова і література) загальнонаукового факультету Вінницького державного педагогічного інституту імені М.Островського.
У 1966 перевівся на заочне відділення філологічного факультету (відділ української мови та літератури) Київського державного університету ім. Т. Г. Шевченка, який закінчив з відзнакою у 1970 році. Петру Горбаренку як кращому студентові курсу було запропоновано поступити до аспірантури. Його науковим керівником став учений зі світовим ім'ям Кононенко П. П., за чийого сприяння Петро Горбаренко ще в студентські роки підготував і опублікував дві монографічні праці з краєзнавчої тематики. Однак через сімейні обставини змушений був відмовитися від цієї перспективи й повернутися на Вінниччину до буденної газетярської роботи.
Понад тридцять років ім'я його з'являлось на сторінках районних (Бершадь, Липовець, Михайлов, Новоархангельськ, Обертин, Тиврів, Тростянець, Тульчин), обласних (Вінниця, Кіровоград, Станіслав), республіканських (Київ) та всесоюзних (Москва) видань.
Майже два десятиліття віддав він роботі у «Вінницькій правді»:
- 1968 — 1974 — власний кореспондент,
- 1974 — і до самої смерті (1987) — завідувач відділів партійного життя, промисловості, сільського господарства.

Похований на Алеї Слави Центрального міського кладовища Вінниці.

## Творчість
Петро Горбаренко — автор історичної повісті, кількох збірок поезій і оповідань, однієї художньо-документальної, двох художньо-публицістичних книг, двох монографій та багатьох публікацій у періодиці з краєзнавчої тематики, а також численних журнальних («Советская потребительская кооперация», «Соціалістична культура», «Хлібороб України», «Україна») та газетних («Вінницька правда», «Комсомольське плем'я», «Правда», «Прикарпатська правда», «Радянська Україна», «Сільські вісті» тощо) есе, нарисів, інтерв'ю, репортажів і статей.

### Доробок
- Лірика: збірка поезій (1969).
- О. Х. Новаківський: худ.—документальна книга (1972).
- Оповідки діда Спиридона: збірка оповідань (1973).
- Нестерварка: історична повість (1975).
- Хліборобській ініціативі — партійну підтримку: худ.—публицістична книга (1984).
- Причетність: худ.—публицістична книга (1985).
- Ветеран: поема (1987).

## Нагороди, відзнаки
- Почесне звання «Заслужений журналіст України» (1987) — за вагомий особистий внесок у розвиток української журналістики, високу професійну майстерність.
- медаль «Ветеран праці» (1985).
- Лауреат журналістської премії імені Костянтина Гришина (1981 — перша премія).
- Переможець літературного конкурсу «Рівняння — на Прапор Перемоги» газети «Комсомольське плем'я» та Вінницького обласного комітету ДТСААФ (1975 — друга премія).
- низка нагород, дипломів, почесних грамот, подяк тощо (близько 30).